# 1761 Едмондсон
1761 Едмондсон (1761 Edmondson) — астероїд головного поясу, відкритий 30 березня 1952 року.
Тіссеранів параметр щодо Юпітера — 3,156.